# Айер, Кинин
Кинин Айер Бойя (англ. Keanin Ayer Boya; род. 21 апреля 2000, Eldorado Park, Гаутенг) — южноафриканский футболист, полузащитник норвежского клуба «Саннефьорд».

## Клубная карьера
Воспитанник ганского отделения академии «Райт ту Дрим». В марте 2018 года перебрался в Швецию, став игроком «Варберга», выступавшего в Суперэттане. 27 августа дебютировал за клуб в домашней игре с «Йёнчёпингс Сёдра». Айер появился в стартовом составе и провёл все 90 минут, не отметившись результативными действиями. До конца сезона успел принять участие в восьми играх.
В следующем сезоне продолжил оставаться игроком основного состава, регулярно появляясь на поле. 3 августа 2019 года в матче с «Дегерфорсом» забил свой первый мяч в карьере, поразив ворота соперника на 87-й минуте, отыграв один мяч, чем помог своей команде избежать разгрома (1:3). По результатам сезона 2019 «Варберг» занял второе место в турнирной таблице и впервые в своей истории завоевал право участвовать в высшем дивизионе Швеции. 15 июня 2020 года в первом туре нового чемпионата Айер дебютировал в Аллсвенскане, выйдя на замену на 79-й минуте выездной встречи с «Хельсингборгом» вместо Антона Лильенбека.

## Клубная статистика
| Выступление      | Выступление      | Выступление      | Лига | Лига | Кубки | Кубки | Итого | Итого |
| Клуб             | Лига             | Сезон            | Игры | Голы | Игры  | Голы  | Игры  | Голы  |
| ---------------- | ---------------- | ---------------- | ---- | ---- | ----- | ----- | ----- | ----- |
| Варберг          | Суперэттан       | 2018             | 8    | 0    | 1     | 0     | 9     | 0     |
| Варберг          | Суперэттан       | 2019             | 29   | 2    | 2     | 0     | 31    | 2     |
| Варберг          | Аллсвенскан      | 2020             | 23   | 1    | 4     | 0     | 27    | 1     |
| Варберг          | Аллсвенскан      | 2021             | 3    | 0    | 2     | 0     | 5     | 0     |
| Варберг          | Итого            | Итого            | 63   | 3    | 9     | 0     | 72    | 3     |
| Саннефьорд       | Элитсерия        | 2022             | 18   | 3    | 1     | 0     | 19    | 3     |
| Саннефьорд       | Элитсерия        | 2023             | 24   | 1    | 1     | 0     | 25    | 1     |
| Саннефьорд       | Итого            | Итого            | 42   | 4    | 2     | 0     | 44    | 4     |
| Всего за карьеру | Всего за карьеру | Всего за карьеру | 105  | 7    | 11    | 0     | 116   | 7     |